# Paul McCartney/Auszeichnungen für Musikverkäufe

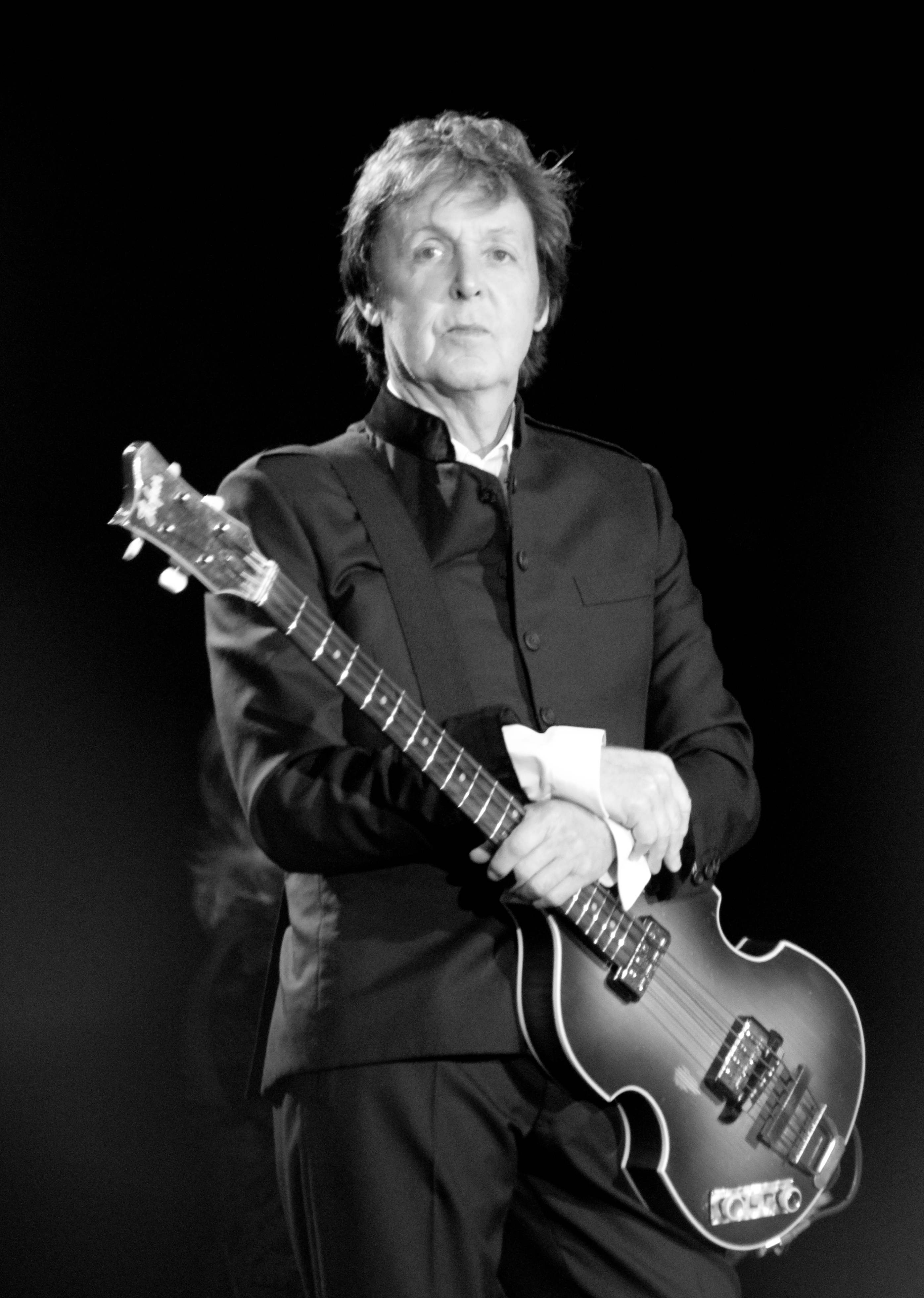
Paul McCartney (2010)

Dies ist eine Übersicht über die Auszeichnungen für Musikverkäufe des britischen Musikers Paul McCartney, die er als Solokünstler und Teil seiner Band Paul McCartney & Wings erhalten hat. Die Auszeichnungen finden sich nach ihrer Art (Gold, Platin usw.), nach Staaten getrennt in chronologischer Reihenfolge, geordnet sowie nach den Tonträgern selbst, ebenfalls in chronologischer Reihenfolge, getrennt nach Medium (Alben, Singles usw.), wieder.

## Auszeichnungen
| - Vereinigtes Königreich - 1980: für die Single Coming Up - 1983: für die Single Say Say Say - 1984: für die Single Pipes of Peace - 1984: für die Single No More Lonely Nights - 1993: für das Album Off the Ground - 2001: für das Album Driving Rain - 2013: für das Album Good Evening New York City - 2013: für die Autorenbeteiligung Free as a Bird (The Beatles) - 2018: für die Single All Day - 2018: für das Album Kisses on the Bottom - 2019: für die Autorenbeteiligung Blackbird (The Beatles) - 2020: für die Autorenbeteiligung Love Me Do (The Beatles) - 2020: für die Autorenbeteiligung Yellow Submarine (The Beatles) - 2020: für die Autorenbeteiligung Penny Lane (The Beatles) - 2020: für die Autorenbeteiligung All You Need is Love (The Beatles) - 2021: für die Autorenbeteiligung A Hard Day’s Night (The Beatles) - 2022: für das Album Ram - 2022: für die Single Live and Let Die - 2022: für die Autorenbeteiligung Can’t Buy Me Love (The Beatles) - 2022: für die Autorenbeteiligung Get Back (The Beatles) - 2023: für die Autorenbeteiligung Eight Days a Week (The Beatles) - 2023: für die Autorenbeteiligung The Long and Winding Road (The Beatles) - 2025: für die Single The Girl Is Mine - Argentinien - 1990: für das Album All the Best! - Australien - 1993: für das Album Off the Ground - 2001: für das Album Wingspan: Hits and History - 2004: für das Videoalbum Live at the Cavern Club - 2006: für das Videoalbum The Space Within US - 2023: für die Single Wonderful Christmastime - Belgien - 1978: für die Single Mull of Kintyre - Dänemark - 2004: für das Album Back in the U.S. - 2004: für das Videoalbum Back in the U.S. - 2007: für das Album Memory Almost Full - 2021: für die Autorenbeteiligung Let It Be (The Beatles) - 2022: für die Autorenbeteiligung Blackbird (The Beatles) - 2023: für die Autorenbeteiligung Yesterday (The Beatles) - Deutschland - 1978: für die Single Mull of Kintyre - 1978: für das Album London Town - 1990: für das Album Flowers in the Dirt - 1993: für die Single Hope of Deliverance - 2003: für das Videoalbum Back in the U.S. - 2023: für die Autorenbeteiligung Let It Be (The Beatles) - Frankreich - 1977: für das Album Wings at the Speed of Sound - 1977: für das Album Band on the Run - 1978: für das Album London Town - 1983: für das Album Tug of War - 1983: für die Single Say Say Say - 1989: für das Album Flowers in the Dirt - 1993: für das Album Off the Ground - 1996: für das Album All the Best! - 2005: für das Album Chaos and Creation in the Backyard - 2015: für die Single FourFiveSeconds - 2020: für das Album Egypt Station - 2020: für die Autorenbeteiligung Let It Be (The Beatles) - 2023: für die Single Say Say Say (mit Kygo) - Hongkong - 1979: für das Album Wings Greatest - Italien - 2018: für die Autorenbeteiligung Hey Jude (The Beatles) - 2019: für die Autorenbeteiligung Twist and Shout (The Beatles) - 2019: für die Autorenbeteiligung Yesterday (The Beatles) - Japan - 1990: für das Album Flowers in the Dirt - 1993: für das Album Off the Ground - 1997: für das Album Flaming Pie - 2003: für das Album Back in the U.S. - 2014: für das Album New - Kanada - 1976: für das Album Wild Life - 1979: für die Single Goodnight Tonight - 1982: für das Album Tug of War - 1985: für das Album Give My Regards to Broad Street - 1988: für das Album All the Best! - 1989: für das Album Flowers in the Dirt - 1993: für das Album Off the Ground - 2005: für das Album Chaos and Creation in the Backyard - 2007: für das Album Memory Almost Full - 2024: für die Single The Girl Is Mine - Mexiko - 2002: für das Videoalbum Back in the U.S. - 2022: für die Single The Girl Is Mine - Neuseeland - 1982: für die Single Ebony and Ivory - 2001: für das Album Wingspan: Hits and History - 2022: für die Single Wonderful Christmastime - Norwegen - 1997: für das Album Flaming Pie - Österreich - 1993: für das Album Off the Ground - 2000: für das Album All the Best! - 2015: für die Single FourFiveSeconds - Polen - 2014: für das Album New - Portugal - 2020: für die Autorenbeteiligung Yesterday (The Beatles) - 2024: für die Single Wonderful Christmastime - Russland - 2005: für das Album Chaos and Creation in the Backyard - Schweden - 1989: für das Album Flowers in the Dirt - Schweiz - 1989: für das Album Flowers in the Dirt - 1993: für das Album Off the Ground - Spanien - 1982: für das Album Tug of War - 1984: für das Album Give My Regards to Broad Street - 1989: für das Album All the Best! - 1994: für das Album Paul Is Live - Vereinigte Staaten - 1964: für die Autorenbeteiligung Can’t Buy Me Love (The Beatles) - 1964: für die Autorenbeteiligung I Feel Fine (The Beatles) - 1964: für die Autorenbeteiligung I Want to Hold Your Hand (The Beatles) - 1964: für die Autorenbeteiligung A Hard Day’s Night (The Beatles) - 1965: für die Autorenbeteiligung Eight Days a Week (The Beatles) - 1965: für die Autorenbeteiligung Help! (The Beatles) - 1965: für die Autorenbeteiligung Yesterday (The Beatles) - 1966: für die Autorenbeteiligung We Can Work it Out (The Beatles) - 1966: für die Autorenbeteiligung Nowhere Man (The Beatles) - 1966: für die Autorenbeteiligung Paperback Writer (The Beatles) - 1966: für die Autorenbeteiligung Yellow Submarine (The Beatles) - 1967: für die Autorenbeteiligung All You Need is Love (The Beatles) - 1967: für die Autorenbeteiligung Penny Lane (The Beatles) - 1967: für die Autorenbeteiligung Hello, Goodbye (The Beatles) - 1969: für die Autorenbeteiligung The Ballad of John and Yoko (The Beatles) - 1971: für die Single Uncle Albert/Admiral Halsey - 1972: für das Album Wild Life - 1973: für das Album Red Rose Speedway - 1973: für die Single My Love - 1973: für die Single Live and Let Die - 1974: für die Single Band on the Run - 1975: für die Single Listen to What the Man Said - 1976: für die Single Let ’Em In - 1976: für die Single Silly Love Songs - 1979: für die Single Goodnight Tonight - 1980: für die Single Coming Up - 1980: für das Album McCartney II - 1982: für die Single Ebony and Ivory - 1984: für das Album Give My Regards to Broad Street - 1984: für die Single Do They Know It’s Christmas? - 1989: für das Album Flowers in the Dirt - 1992: für das Videoalbum Put It There - 1993: für das Album Off the Ground - 1996: für die Autorenbeteiligung Free as a Bird (The Beatles) - 1996: für die Autorenbeteiligung Real Love (The Beatles) - 1997: für das Album Flaming Pie - 1997: für das Videoalbum Paul Is Live - 1999: für die Autorenbeteiligung Got to Get You into My Life (The Beatles) - 2002: für das Videoalbum Wingspan: Hits and History - 2002: für das Album Driving Rain - 2005: für das Album Chaos and Creation in the Backyard - 2008: für das Album Memory Almost Full - 2009: für das Album Good Evening New York City - 2014: für die Autorenbeteiligung Do You Want to Know a Secret (The Beatles) - Vereinigtes Königreich - 1974: für das Album Red Rose Speedway - 1976: für das Album Wings at the Speed of Sound - 1977: für das Album Wings over America - 1978: für das Album London Town - 1979: für das Album Back to the Egg - 1980: für das Album McCartney II - 1982: für die Single Ebony and Ivory - 1982: für das Album Tug of War - 1985: für die Single We All Stand Together - 1986: für das Album Press To Play - 1987: für die Autorenbeteiligung Let It Be (Ferry Aid) - 1990: für das Album Tripping the Live Fantastic - 1997: für das Album Flaming Pie - 1999: für das Album Run Devil Run - 2001: für das Album Wingspan: Hits and History - 2003: für das Album Back in the World - 2005: für das Album Chaos and Creation in the Backyard - 2013: für das Album Memory Almost Full - 2013: für das Videoalbum Back in the U.S. - 2018: für das Album Band on the Run (Remastered) - 2021: für die Autorenbeteiligung Help! (The Beatles) - 2023: für die Autorenbeteiligung I Want to Hold Your Hand (The Beatles) - 2024: für das Album Pure McCartney | - Argentinien - 2002: für das Videoalbum Back in the U.S. - 2005: für das Videoalbum Paul McCartney in Red Square - 2006: für das Videoalbum The Space Within US - Australien - 1980: für das Album McCartney II - 1982: für das Album Tug of War - Belgien - 2016: für die Single FourFiveSeconds - Dänemark - 2022: für die Single Wonderful Christmastime - Deutschland - 1995: für das Album Off the Ground - 2025: für die Single Wonderful Christmastime - Europa - 1993: für das Album Off the Ground - Italien - 2021: für die Autorenbeteiligung Come Together (The Beatles) - 2021: für die Autorenbeteiligung Let It Be (The Beatles) - Kanada - 1976: für das Album Venus and Mars - 1976: für das Album Red Rose Speedway - 1976: für das Album Ram - 1976: für das Album McCartney - 1977: für das Album Wings over America - 1979: für das Album Wings Greatest - 1984: für das Album Pipes of Peace - 1984: für die Single Say Say Say - 1985: für die Single Do They Know It’s Christmas? - Mexiko - 1993: für das Album Off the Ground - Neuseeland - 1985: für die Single Do They Know It’s Christmas? - 2021: für die Single Band on the Run - 2024: für die Single The Girl Is Mine - Niederlande - 1978: für das Album London Town - Russland - 2007: für das Album Memory Almost Full - Schweiz - 2015: für die Single FourFiveSeconds - Spanien - 1990: für das Album Tripping the Live Fantastic - 1993: für das Album Off the Ground - 2015: für die Single FourFiveSeconds - Vereinigte Staaten - 1976: für das Album Wings at the Speed of Sound - 1976: für das Album Wings over America - 1978: für das Album London Town - 1978: für das Album Wings Greatest - 1979: für das Album Back to the Egg - 1982: für das Album Tug of War - 1984: für das Album Pipes of Peace - 1991: für das Album Tripping the Live Fantastic – Highlights! - 1991: für das Album Venus and Mars - 1992: für das Album Ram - 1992: für die Single Say Say Say - 1999: für die Autorenbeteiligung Lady Madonna (The Beatles) - 1999: für die Autorenbeteiligung The Long and Winding Road (The Beatles) - 2005: für das Videoalbum Paul McCartney in Red Square - 2007: für das Videoalbum The Space Within US - 2014: für die Autorenbeteiligung Love Me Do (The Beatles) - 2014: für die Autorenbeteiligung Please Please Me (The Beatles) - 2014: für die Autorenbeteiligung Twist and Shout (The Beatles) - 2020: für die Single All Day - 2022: für die Single The Girl Is Mine - Vereinigtes Königreich - 1975: für das Album Band on the Run - 1976: für das Album Venus and Mars - 1978: für das Album Wings Greatest - 1984: für das Album Pipes of Peace - 1984: für das Album Give My Regards to Broad Street - 1984: für die Single Do They Know It’s Christmas? - 1990: für das Album Flowers in the Dirt - 2021: für die Autorenbeteiligung Hey Jude (The Beatles) - 2021: für die Autorenbeteiligung Come Together (The Beatles) - 2021: für die Autorenbeteiligung Let It Be (The Beatles) - 2022: für die Autorenbeteiligung Twist and Shout (The Beatles) - 2023: für die Autorenbeteiligung Yesterday (The Beatles) - 2023: für die Autorenbeteiligung In My Life (The Beatles) | - Deutschland - 2023: für die Single FourFiveSeconds - Australien - 1993: für das Album All the Best! - 2010: für das Videoalbum Paul McCartney in Red Square - Kanada - 1979: für das Album Back to the Egg - 2003: für das Album Back in the U.S. - 2005: für das Videoalbum Paul McCartney in Red Square - 2007: für das Videoalbum The Space Within US - Neuseeland - 1979: für das Album Wings Greatest - 1993: für das Album All the Best! - Spanien - 1989: für das Album Flowers in the Dirt - Vereinigte Staaten - 1991: für das Album McCartney - 1999: für die Autorenbeteiligung Get Back (The Beatles) - 1999: für die Autorenbeteiligung Let It Be (The Beatles) - 2001: für das Album Wingspan: Hits and History - 2001: für das Album All the Best! - 2003: für das Album Back in the U.S. - 2009: für das Videoalbum The McCartney Years - Vereinigtes Königreich - 1986: für die Single Mull of Kintyre - 2004: für die Single Do They Know It’s Christmas? (Band Aid 20) - 2022: für die Single Wonderful Christmastime - Brasilien - 2024: für die Single FourFiveSeconds - Dänemark - 2021: für die Single FourFiveSeconds - Italien - 2017: für die Single FourFiveSeconds - Polen - 2016: für die Single FourFiveSeconds - Vereinigte Staaten - 1991: für das Album Band on the Run - 2003: für das Videoalbum Back in the U.S. - Vereinigtes Königreich - 1988: für das Album All the Best! - 2023: für die Single FourFiveSeconds - Kanada - 2003: für das Videoalbum Back in the U.S. - Neuseeland - 1978: für das Album Band on the Run - Schweden - 2015: für die Single FourFiveSeconds - Vereinigte Staaten - 1999: für die Autorenbeteiligung Hey Jude (The Beatles) - Vereinigte Staaten - 2024: für die Single FourFiveSeconds - Neuseeland - 2024: für die Single FourFiveSeconds - Australien - 2020: für die Single FourFiveSeconds |

## Auszeichnungen nach Alben

### McCartney
| Land/Region               | Auszeichnungen für Musikverkäufe (Land/Region, Auszeichnung, Verkäufe) | Verkäufe  |
| ------------------------- | ---------------------------------------------------------------------- | --------- |
| Kanada (MC)               | Platin                                                                 | 100.000   |
| Vereinigte Staaten (RIAA) | 2× Platin                                                              | 2.000.000 |
| Insgesamt                 | 3× Platin ·                                                            | 2.100.000 |

### Ram
| Land/Region                  | Auszeichnungen für Musikverkäufe (Land/Region, Auszeichnung, Verkäufe) | Verkäufe  |
| ---------------------------- | ---------------------------------------------------------------------- | --------- |
| Kanada (MC)                  | Platin                                                                 | 100.000   |
| Vereinigte Staaten (RIAA)    | Platin                                                                 | 1.000.000 |
| Vereinigtes Königreich (BPI) | Silber                                                                 | 60.000    |
| Insgesamt                    | 1× Silber · 2× Platin ·                                                | 1.160.000 |

### Wild Life
| Land/Region               | Auszeichnungen für Musikverkäufe (Land/Region, Auszeichnung, Verkäufe) | Verkäufe |
| ------------------------- | ---------------------------------------------------------------------- | -------- |
| Kanada (MC)               | Gold                                                                   | 50.000   |
| Vereinigte Staaten (RIAA) | Gold                                                                   | 500.000  |
| Insgesamt                 | 2× Gold ·                                                              | 550.000  |

### Red Rose Speedway
| Land/Region                  | Auszeichnungen für Musikverkäufe (Land/Region, Auszeichnung, Verkäufe) | Verkäufe  |
| ---------------------------- | ---------------------------------------------------------------------- | --------- |
| Kanada (MC)                  | Platin                                                                 | 100.000   |
| Vereinigte Staaten (RIAA)    | Gold                                                                   | 500.000   |
| Vereinigtes Königreich (BPI) | Gold                                                                   | 1.000.000 |
| Insgesamt                    | 2× Gold · 1× Platin ·                                                  | 1.600.000 |

### Band on the Run
| Land/Region                  | Auszeichnungen für Musikverkäufe (Land/Region, Auszeichnung, Verkäufe) | Verkäufe  |
| ---------------------------- | ---------------------------------------------------------------------- | --------- |
| Frankreich (SNEP)            | Gold                                                                   | 100.000   |
| Neuseeland (RMNZ)            | 4× Platin                                                              | 80.000    |
| Vereinigte Staaten (RIAA)    | 3× Platin                                                              | 3.000.000 |
| Vereinigtes Königreich (BPI) | Platin · + Gold (Remastered)                                           | 1.000.000 |
| Insgesamt                    | 2× Gold · 8× Platin ·                                                  | 4.180.000 |

### Venus and Mars
| Land/Region                  | Auszeichnungen für Musikverkäufe (Land/Region, Auszeichnung, Verkäufe) | Verkäufe  |
| ---------------------------- | ---------------------------------------------------------------------- | --------- |
| Kanada (MC)                  | Platin                                                                 | 100.000   |
| Vereinigte Staaten (RIAA)    | Platin                                                                 | 1.000.000 |
| Vereinigtes Königreich (BPI) | Platin                                                                 | 300.000   |
| Insgesamt                    | 3× Platin ·                                                            | 1.400.000 |

### Wings at the Speed of Sound
| Land/Region                  | Auszeichnungen für Musikverkäufe (Land/Region, Auszeichnung, Verkäufe) | Verkäufe  |
| ---------------------------- | ---------------------------------------------------------------------- | --------- |
| Frankreich (SNEP)            | Gold                                                                   | 100.000   |
| Vereinigte Staaten (RIAA)    | Platin                                                                 | 1.000.000 |
| Vereinigtes Königreich (BPI) | Gold                                                                   | 100.000   |
| Insgesamt                    | 2× Gold · 1× Platin ·                                                  | 1.200.000 |

### Wings over America
| Land/Region                  | Auszeichnungen für Musikverkäufe (Land/Region, Auszeichnung, Verkäufe) | Verkäufe  |
| ---------------------------- | ---------------------------------------------------------------------- | --------- |
| Kanada (MC)                  | Platin                                                                 | 100.000   |
| Vereinigte Staaten (RIAA)    | Platin                                                                 | 1.000.000 |
| Vereinigtes Königreich (BPI) | Gold                                                                   | 100.000   |
| Insgesamt                    | 1× Gold · 2× Platin ·                                                  | 1.200.000 |

### London Town
| Land/Region                  | Auszeichnungen für Musikverkäufe (Land/Region, Auszeichnung, Verkäufe) | Verkäufe  |
| ---------------------------- | ---------------------------------------------------------------------- | --------- |
| Deutschland (BVMI)           | Gold                                                                   | 250.000   |
| Frankreich (SNEP)            | Gold                                                                   | 100.000   |
| Niederlande (NVPI)           | Platin                                                                 | 100.000   |
| Vereinigte Staaten (RIAA)    | Platin                                                                 | 1.000.000 |
| Vereinigtes Königreich (BPI) | Gold                                                                   | 100.000   |
| Insgesamt                    | 3× Gold · 2× Platin ·                                                  | 1.550.000 |

### Wings Greatest
| Land/Region                  | Auszeichnungen für Musikverkäufe (Land/Region, Auszeichnung, Verkäufe) | Verkäufe  |
| ---------------------------- | ---------------------------------------------------------------------- | --------- |
| Hongkong (IFPI/HKRIA)        | Gold                                                                   | 10.000    |
| Kanada (MC)                  | Platin                                                                 | 100.000   |
| Neuseeland (RMNZ)            | 2× Platin                                                              | 40.000    |
| Vereinigte Staaten (RIAA)    | Platin                                                                 | 1.000.000 |
| Vereinigtes Königreich (BPI) | Platin                                                                 | 300.000   |
| Insgesamt                    | 1× Gold · 5× Platin ·                                                  | 1.450.000 |

### Back to the Egg
| Land/Region                  | Auszeichnungen für Musikverkäufe (Land/Region, Auszeichnung, Verkäufe) | Verkäufe  |
| ---------------------------- | ---------------------------------------------------------------------- | --------- |
| Kanada (MC)                  | 2× Platin                                                              | 200.000   |
| Vereinigte Staaten (RIAA)    | Platin                                                                 | 1.000.000 |
| Vereinigtes Königreich (BPI) | Gold                                                                   | 100.000   |
| Insgesamt                    | 1× Gold · 3× Platin ·                                                  | 1.300.000 |

### McCartney II
| Land/Region                  | Auszeichnungen für Musikverkäufe (Land/Region, Auszeichnung, Verkäufe) | Verkäufe |
| ---------------------------- | ---------------------------------------------------------------------- | -------- |
| Australien (ARIA)            | Platin                                                                 | 50.000   |
| Vereinigte Staaten (RIAA)    | Gold                                                                   | 500.000  |
| Vereinigtes Königreich (BPI) | Gold                                                                   | 100.000  |
| Insgesamt                    | 2× Gold · 1× Platin ·                                                  | 650.000  |

### Tug of War
| Land/Region                  | Auszeichnungen für Musikverkäufe (Land/Region, Auszeichnung, Verkäufe) | Verkäufe  |
| ---------------------------- | ---------------------------------------------------------------------- | --------- |
| Australien (ARIA)            | Platin                                                                 | 50.000    |
| Frankreich (SNEP)            | Gold                                                                   | 100.000   |
| Kanada (MC)                  | Gold                                                                   | 50.000    |
| Spanien (Promusicae)         | Gold                                                                   | 50.000    |
| Vereinigte Staaten (RIAA)    | Platin                                                                 | 1.000.000 |
| Vereinigtes Königreich (BPI) | Gold                                                                   | 100.000   |
| Insgesamt                    | 4× Gold · 2× Platin ·                                                  | 1.350.000 |

### Pipes of Peace
| Land/Region                  | Auszeichnungen für Musikverkäufe (Land/Region, Auszeichnung, Verkäufe) | Verkäufe  |
| ---------------------------- | ---------------------------------------------------------------------- | --------- |
| Kanada (MC)                  | Platin                                                                 | 100.000   |
| Vereinigte Staaten (RIAA)    | Platin                                                                 | 1.000.000 |
| Vereinigtes Königreich (BPI) | Platin                                                                 | 300.000   |
| Insgesamt                    | 3× Platin ·                                                            | 1.400.000 |

### Give My Regards to Broad Street
| Land/Region                  | Auszeichnungen für Musikverkäufe (Land/Region, Auszeichnung, Verkäufe) | Verkäufe |
| ---------------------------- | ---------------------------------------------------------------------- | -------- |
| Kanada (MC)                  | Gold                                                                   | 50.000   |
| Spanien (Promusicae)         | Gold                                                                   | 50.000   |
| Vereinigte Staaten (RIAA)    | Gold                                                                   | 500.000  |
| Vereinigtes Königreich (BPI) | Platin                                                                 | 300.000  |
| Insgesamt                    | 3× Gold · 1× Platin ·                                                  | 900.000  |

### Press to Play
| Land/Region                  | Auszeichnungen für Musikverkäufe (Land/Region, Auszeichnung, Verkäufe) | Verkäufe |
| ---------------------------- | ---------------------------------------------------------------------- | -------- |
| Vereinigtes Königreich (BPI) | Gold                                                                   | 100.000  |
| Insgesamt                    | 1× Gold ·                                                              | 100.000  |

### All the Best!
| Land/Region                  | Auszeichnungen für Musikverkäufe (Land/Region, Auszeichnung, Verkäufe) | Verkäufe  |
| ---------------------------- | ---------------------------------------------------------------------- | --------- |
| Argentinien (CAPIF)          | Gold                                                                   | 30.000    |
| Australien (ARIA)            | 2× Platin                                                              | 140.000   |
| Frankreich (SNEP)            | Gold                                                                   | 100.000   |
| Kanada (MC)                  | Gold                                                                   | 50.000    |
| Neuseeland (RMNZ)            | 2× Platin                                                              | 30.000    |
| Österreich (IFPI)            | Gold                                                                   | 25.000    |
| Spanien (Promusicae)         | Gold                                                                   | 50.000    |
| Vereinigte Staaten (RIAA)    | 2× Platin                                                              | 2.000.000 |
| Vereinigtes Königreich (BPI) | 3× Platin                                                              | 900.000   |
| Insgesamt                    | 5× Gold · 9× Platin ·                                                  | 3.325.000 |

### Flowers in the Dirt
| Land/Region                  | Auszeichnungen für Musikverkäufe (Land/Region, Auszeichnung, Verkäufe) | Verkäufe  |
| ---------------------------- | ---------------------------------------------------------------------- | --------- |
| Deutschland (BVMI)           | Gold                                                                   | 250.000   |
| Frankreich (SNEP)            | Gold                                                                   | 100.000   |
| Japan (RIAJ)                 | Gold                                                                   | 100.000   |
| Kanada (MC)                  | Gold                                                                   | 50.000    |
| Schweden (IFPI)              | Gold                                                                   | 50.000    |
| Schweiz (IFPI)               | Gold                                                                   | 25.000    |
| Spanien (Promusicae)         | 2× Platin                                                              | 200.000   |
| Vereinigte Staaten (RIAA)    | Gold                                                                   | 500.000   |
| Vereinigtes Königreich (BPI) | Platin                                                                 | 300.000   |
| Insgesamt                    | 7× Gold · 3× Platin ·                                                  | 1.475.000 |

### Tripping the Live Fantastic
| Land/Region                  | Auszeichnungen für Musikverkäufe (Land/Region, Auszeichnung, Verkäufe) | Verkäufe |
| ---------------------------- | ---------------------------------------------------------------------- | -------- |
| Spanien (Promusicae)         | Platin                                                                 | 100.000  |
| Vereinigtes Königreich (BPI) | Gold                                                                   | 100.000  |
| Insgesamt                    | 1× Gold · 1× Platin ·                                                  | 200.000  |

### Tripping the Live Fantastic – Highlights!
| Land/Region               | Auszeichnungen für Musikverkäufe (Land/Region, Auszeichnung, Verkäufe) | Verkäufe  |
| ------------------------- | ---------------------------------------------------------------------- | --------- |
| Vereinigte Staaten (RIAA) | Platin                                                                 | 1.000.000 |
| Insgesamt                 | 1× Platin ·                                                            | 1.000.000 |

### Off the Ground
| Land/Region                  | Auszeichnungen für Musikverkäufe (Land/Region, Auszeichnung, Verkäufe) | Verkäufe  |
| ---------------------------- | ---------------------------------------------------------------------- | --------- |
| Australien (ARIA)            | Gold                                                                   | 35.000    |
| Deutschland (BVMI)           | Platin                                                                 | (500.000) |
| Europa (IFPI)                | Platin                                                                 | 1.000.000 |
| Frankreich (SNEP)            | Gold                                                                   | (100.000) |
| Japan (RIAJ)                 | Gold                                                                   | 100.000   |
| Kanada (MC)                  | Gold                                                                   | 50.000    |
| Mexiko (AMPROFON)            | Platin                                                                 | 250.000   |
| Schweiz (IFPI)               | Gold                                                                   | (25.000)  |
| Spanien (Promusicae)         | Platin                                                                 | (100.000) |
| Vereinigte Staaten (RIAA)    | Gold                                                                   | 500.000   |
| Vereinigtes Königreich (BPI) | Silber                                                                 | (60.000)  |
| Insgesamt                    | 1× Silber · 7× Gold · 4× Platin ·                                      | 1.935.000 |

### Paul Is Live
| Land/Region          | Auszeichnungen für Musikverkäufe (Land/Region, Auszeichnung, Verkäufe) | Verkäufe |
| -------------------- | ---------------------------------------------------------------------- | -------- |
| Spanien (Promusicae) | Gold                                                                   | 50.000   |
| Insgesamt            | 1× Gold ·                                                              | 50.000   |

### Flaming Pie
| Land/Region                  | Auszeichnungen für Musikverkäufe (Land/Region, Auszeichnung, Verkäufe) | Verkäufe |
| ---------------------------- | ---------------------------------------------------------------------- | -------- |
| Japan (RIAJ)                 | Gold                                                                   | 100.000  |
| Norwegen (IFPI)              | Gold                                                                   | 25.000   |
| Vereinigte Staaten (RIAA)    | Gold                                                                   | 676.000  |
| Vereinigtes Königreich (BPI) | Gold                                                                   | 100.000  |
| Insgesamt                    | 4× Gold ·                                                              | 901.000  |

### Run Devil Run
| Land/Region                  | Auszeichnungen für Musikverkäufe (Land/Region, Auszeichnung, Verkäufe) | Verkäufe |
| ---------------------------- | ---------------------------------------------------------------------- | -------- |
| Vereinigtes Königreich (BPI) | Gold                                                                   | 100.000  |
| Insgesamt                    | 1× Gold ·                                                              | 100.000  |

### Wingspan: Hits and History
| Land/Region                  | Auszeichnungen für Musikverkäufe (Land/Region, Auszeichnung, Verkäufe) | Verkäufe  |
| ---------------------------- | ---------------------------------------------------------------------- | --------- |
| Australien (ARIA)            | Gold                                                                   | 35.000    |
| Neuseeland (RMNZ)            | Gold                                                                   | 7.500     |
| Vereinigte Staaten (RIAA)    | 2× Platin                                                              | 2.000.000 |
| Vereinigtes Königreich (BPI) | Gold                                                                   | 100.000   |
| Insgesamt                    | 3× Gold · 2× Platin ·                                                  | 2.147.500 |

### Driving Rain
| Land/Region                  | Auszeichnungen für Musikverkäufe (Land/Region, Auszeichnung, Verkäufe) | Verkäufe |
| ---------------------------- | ---------------------------------------------------------------------- | -------- |
| Vereinigte Staaten (RIAA)    | Gold                                                                   | 500.000  |
| Vereinigtes Königreich (BPI) | Silber                                                                 | 60.000   |
| Insgesamt                    | 1× Silber · 1× Gold ·                                                  | 560.000  |

### Back in the U.S.
| Land/Region               | Auszeichnungen für Musikverkäufe (Land/Region, Auszeichnung, Verkäufe) | Verkäufe  |
| ------------------------- | ---------------------------------------------------------------------- | --------- |
| Dänemark (IFPI)           | Gold                                                                   | 25.000    |
| Japan (RIAJ)              | Gold                                                                   | 100.000   |
| Kanada (MC)               | 2× Platin                                                              | 200.000   |
| Vereinigte Staaten (RIAA) | 2× Platin                                                              | 2.000.000 |
| Insgesamt                 | 2× Gold · 4× Platin ·                                                  | 2.325.000 |

### Back in the World
| Land/Region                  | Auszeichnungen für Musikverkäufe (Land/Region, Auszeichnung, Verkäufe) | Verkäufe |
| ---------------------------- | ---------------------------------------------------------------------- | -------- |
| Vereinigtes Königreich (BPI) | Gold                                                                   | 100.000  |
| Insgesamt                    | 1× Gold ·                                                              | 100.000  |

### Chaos and Creation in the Backyard
| Land/Region                  | Auszeichnungen für Musikverkäufe (Land/Region, Auszeichnung, Verkäufe) | Verkäufe |
| ---------------------------- | ---------------------------------------------------------------------- | -------- |
| Frankreich (SNEP)            | Gold                                                                   | 100.000  |
| Kanada (MC)                  | Gold                                                                   | 50.000   |
| Russland (NFPF)              | Gold                                                                   | 10.000   |
| Vereinigte Staaten (RIAA)    | Gold                                                                   | 547.000  |
| Vereinigtes Königreich (BPI) | Gold                                                                   | 100.000  |
| Insgesamt                    | 6× Gold ·                                                              | 807.000  |

### Memory Almost Full
| Land/Region                  | Auszeichnungen für Musikverkäufe (Land/Region, Auszeichnung, Verkäufe) | Verkäufe |
| ---------------------------- | ---------------------------------------------------------------------- | -------- |
| Dänemark (IFPI)              | Gold                                                                   | 15.000   |
| Kanada (MC)                  | Gold                                                                   | 50.000   |
| Russland (NFPF)              | Platin                                                                 | 20.000   |
| Vereinigte Staaten (RIAA)    | Gold                                                                   | 634.000  |
| Vereinigtes Königreich (BPI) | Gold                                                                   | 100.000  |
| Insgesamt                    | 5× Gold · 1× Platin ·                                                  | 819.000  |

### Good Evening New York City
| Land/Region                  | Auszeichnungen für Musikverkäufe (Land/Region, Auszeichnung, Verkäufe) | Verkäufe |
| ---------------------------- | ---------------------------------------------------------------------- | -------- |
| Vereinigte Staaten (RIAA)    | Gold                                                                   | 500.000  |
| Vereinigtes Königreich (BPI) | Silber                                                                 | 60.000   |
| Insgesamt                    | 1× Silber · 1× Gold ·                                                  | 560.000  |

### Kisses on the Bottom
| Land/Region                  | Auszeichnungen für Musikverkäufe (Land/Region, Auszeichnung, Verkäufe) | Verkäufe |
| ---------------------------- | ---------------------------------------------------------------------- | -------- |
| Vereinigte Staaten (RIAA)    | —                                                                      | 243.000  |
| Vereinigtes Königreich (BPI) | Silber                                                                 | 60.000   |
| Insgesamt                    | 1× Silber ·                                                            | 303.000  |

### New
| Land/Region               | Auszeichnungen für Musikverkäufe (Land/Region, Auszeichnung, Verkäufe) | Verkäufe |
| ------------------------- | ---------------------------------------------------------------------- | -------- |
| Japan (RIAJ)              | Gold                                                                   | 100.000  |
| Polen (ZPAV)              | Gold                                                                   | 10.000   |
| Vereinigte Staaten (RIAA) | —                                                                      | 217.000  |
| Insgesamt                 | 2× Gold ·                                                              | 327.000  |

### Pure McCartney
| Land/Region                  | Auszeichnungen für Musikverkäufe (Land/Region, Auszeichnung, Verkäufe) | Verkäufe |
| ---------------------------- | ---------------------------------------------------------------------- | -------- |
| Vereinigtes Königreich (BPI) | Gold                                                                   | 100.000  |
| Insgesamt                    | 1× Gold ·                                                              | 100.000  |

### Egypt Station
| Land/Region               | Auszeichnungen für Musikverkäufe (Land/Region, Auszeichnung, Verkäufe) | Verkäufe |
| ------------------------- | ---------------------------------------------------------------------- | -------- |
| Frankreich (SNEP)         | Gold                                                                   | 50.000   |
| Vereinigte Staaten (RIAA) | —                                                                      | 190.000  |
| Insgesamt                 | 1× Gold ·                                                              | 240.000  |

## Auszeichnungen nach Singles

### Uncle Albert/Admiral Halsey
| Land/Region               | Auszeichnungen für Musikverkäufe (Land/Region, Auszeichnung, Verkäufe) | Verkäufe  |
| ------------------------- | ---------------------------------------------------------------------- | --------- |
| Vereinigte Staaten (RIAA) | Gold                                                                   | 1.000.000 |
| Insgesamt                 | 1× Gold ·                                                              | 1.000.000 |

### My Love
| Land/Region               | Auszeichnungen für Musikverkäufe (Land/Region, Auszeichnung, Verkäufe) | Verkäufe  |
| ------------------------- | ---------------------------------------------------------------------- | --------- |
| Vereinigte Staaten (RIAA) | Gold                                                                   | 1.000.000 |
| Insgesamt                 | 1× Gold ·                                                              | 1.000.000 |

### Live and Let Die
| Land/Region                  | Auszeichnungen für Musikverkäufe (Land/Region, Auszeichnung, Verkäufe) | Verkäufe  |
| ---------------------------- | ---------------------------------------------------------------------- | --------- |
| Vereinigte Staaten (RIAA)    | Gold                                                                   | 1.000.000 |
| Vereinigtes Königreich (BPI) | Silber                                                                 | 200.000   |
| Insgesamt                    | 1× Silber · 1× Gold ·                                                  | 1.200.000 |

### Band on the Run
| Land/Region               | Auszeichnungen für Musikverkäufe (Land/Region, Auszeichnung, Verkäufe) | Verkäufe  |
| ------------------------- | ---------------------------------------------------------------------- | --------- |
| Neuseeland (RMNZ)         | Platin                                                                 | 30.000    |
| Vereinigte Staaten (RIAA) | Gold                                                                   | 1.000.000 |
| Insgesamt                 | 1× Gold · 1× Platin ·                                                  | 1.030.000 |

### Listen to What the Man Said
| Land/Region               | Auszeichnungen für Musikverkäufe (Land/Region, Auszeichnung, Verkäufe) | Verkäufe  |
| ------------------------- | ---------------------------------------------------------------------- | --------- |
| Vereinigte Staaten (RIAA) | Gold                                                                   | 1.000.000 |
| Insgesamt                 | 1× Gold ·                                                              | 1.000.000 |

### Silly Love Songs
| Land/Region               | Auszeichnungen für Musikverkäufe (Land/Region, Auszeichnung, Verkäufe) | Verkäufe  |
| ------------------------- | ---------------------------------------------------------------------- | --------- |
| Vereinigte Staaten (RIAA) | Gold                                                                   | 1.000.000 |
| Insgesamt                 | 1× Gold ·                                                              | 1.000.000 |

### Let ’Em In
| Land/Region               | Auszeichnungen für Musikverkäufe (Land/Region, Auszeichnung, Verkäufe) | Verkäufe  |
| ------------------------- | ---------------------------------------------------------------------- | --------- |
| Vereinigte Staaten (RIAA) | Gold                                                                   | 1.000.000 |
| Insgesamt                 | 1× Gold ·                                                              | 1.000.000 |

### Mull of Kintyre
| Land/Region                  | Auszeichnungen für Musikverkäufe (Land/Region, Auszeichnung, Verkäufe) | Verkäufe  |
| ---------------------------- | ---------------------------------------------------------------------- | --------- |
| Belgien (BRMA)               | Gold                                                                   | 100.000   |
| Deutschland (BVMI)           | Gold                                                                   | 250.000   |
| Vereinigtes Königreich (BPI) | 2× Platin                                                              | 2.090.000 |
| Insgesamt                    | 2× Gold · 2× Platin ·                                                  | 2.440.000 |

### Goodnight Tonight
| Land/Region               | Auszeichnungen für Musikverkäufe (Land/Region, Auszeichnung, Verkäufe) | Verkäufe  |
| ------------------------- | ---------------------------------------------------------------------- | --------- |
| Kanada (MC)               | Gold                                                                   | 50.000    |
| Vereinigte Staaten (RIAA) | Gold                                                                   | 1.000.000 |
| Insgesamt                 | 2× Gold ·                                                              | 1.050.000 |

### Wonderful Christmastime
| Land/Region                  | Auszeichnungen für Musikverkäufe (Land/Region, Auszeichnung, Verkäufe) | Verkäufe  |
| ---------------------------- | ---------------------------------------------------------------------- | --------- |
| Australien (ARIA)            | Gold                                                                   | 35.000    |
| Dänemark (IFPI)              | Platin                                                                 | 90.000    |
| Deutschland (BVMI)           | Platin                                                                 | 600.000   |
| Neuseeland (RMNZ)            | Gold                                                                   | 15.000    |
| Portugal (AFP)               | Gold                                                                   | 5.000     |
| Vereinigtes Königreich (BPI) | 2× Platin                                                              | 1.200.000 |
| Insgesamt                    | 3× Gold · 4× Platin ·                                                  | 1.945.000 |

### Coming Up
| Land/Region                  | Auszeichnungen für Musikverkäufe (Land/Region, Auszeichnung, Verkäufe) | Verkäufe  |
| ---------------------------- | ---------------------------------------------------------------------- | --------- |
| Vereinigte Staaten (RIAA)    | Gold                                                                   | 1.000.000 |
| Vereinigtes Königreich (BPI) | Silber                                                                 | 250.000   |
| Insgesamt                    | 1× Silber · 1× Gold ·                                                  | 1.250.000 |

### Ebony and Ivory
| Land/Region                  | Auszeichnungen für Musikverkäufe (Land/Region, Auszeichnung, Verkäufe) | Verkäufe  |
| ---------------------------- | ---------------------------------------------------------------------- | --------- |
| Neuseeland (RMNZ)            | Gold                                                                   | 10.000    |
| Vereinigte Staaten (RIAA)    | Gold                                                                   | 1.000.000 |
| Vereinigtes Königreich (BPI) | Gold                                                                   | 500.000   |
| Insgesamt                    | 3× Gold ·                                                              | 1.510.000 |

### The Girl Is Mine
| Land/Region                  | Auszeichnungen für Musikverkäufe (Land/Region, Auszeichnung, Verkäufe) | Verkäufe  |
| ---------------------------- | ---------------------------------------------------------------------- | --------- |
| Kanada (MC)                  | Gold                                                                   | 40.000    |
| Mexiko (AMPROFON)            | Gold                                                                   | 30.000    |
| Neuseeland (RMNZ)            | Platin                                                                 | 30.000    |
| Vereinigte Staaten (RIAA)    | Platin                                                                 | 1.000.000 |
| Vereinigtes Königreich (BPI) | Silber                                                                 | 200.000   |
| Insgesamt                    | 1× Silber · 2× Gold · 2× Platin ·                                      | 1.300.000 |

### Say Say Say
| Land/Region                  | Auszeichnungen für Musikverkäufe (Land/Region, Auszeichnung, Verkäufe) | Verkäufe  |
| ---------------------------- | ---------------------------------------------------------------------- | --------- |
| Frankreich (SNEP)            | Gold                                                                   | 500.000   |
| Kanada (MC)                  | Platin                                                                 | 100.000   |
| Vereinigte Staaten (RIAA)    | Platin                                                                 | 1.000.000 |
| Vereinigtes Königreich (BPI) | Silber                                                                 | 250.000   |
| Insgesamt                    | 1× Silber · 1× Gold · 2× Platin ·                                      | 1.850.000 |

### Pipes of Peace
| Land/Region                  | Auszeichnungen für Musikverkäufe (Land/Region, Auszeichnung, Verkäufe) | Verkäufe |
| ---------------------------- | ---------------------------------------------------------------------- | -------- |
| Vereinigtes Königreich (BPI) | Silber                                                                 | 250.000  |
| Insgesamt                    | 1× Silber ·                                                            | 250.000  |

### No More Lonely Nights
| Land/Region                  | Auszeichnungen für Musikverkäufe (Land/Region, Auszeichnung, Verkäufe) | Verkäufe |
| ---------------------------- | ---------------------------------------------------------------------- | -------- |
| Vereinigtes Königreich (BPI) | Silber                                                                 | 250.000  |
| Insgesamt                    | 1× Silber ·                                                            | 250.000  |

### We All Stand Together
| Land/Region                  | Auszeichnungen für Musikverkäufe (Land/Region, Auszeichnung, Verkäufe) | Verkäufe |
| ---------------------------- | ---------------------------------------------------------------------- | -------- |
| Vereinigtes Königreich (BPI) | Gold                                                                   | 500.000  |
| Insgesamt                    | 1× Gold ·                                                              | 500.000  |

### Do They Know It’s Christmas?
| Land/Region                  | Auszeichnungen für Musikverkäufe (Land/Region, Auszeichnung, Verkäufe) | Verkäufe  |
| ---------------------------- | ---------------------------------------------------------------------- | --------- |
| Kanada (MC)                  | Platin                                                                 | 100.000   |
| Neuseeland (RMNZ)            | Platin                                                                 | 10.000    |
| Vereinigte Staaten (RIAA)    | Gold                                                                   | 1.000.000 |
| Vereinigtes Königreich (BPI) | Platin                                                                 | 600.000   |
| Insgesamt                    | 1× Gold · 3× Platin ·                                                  | 1.710.000 |

### Hope of Deliverance
| Land/Region        | Auszeichnungen für Musikverkäufe (Land/Region, Auszeichnung, Verkäufe) | Verkäufe |
| ------------------ | ---------------------------------------------------------------------- | -------- |
| Deutschland (BVMI) | Gold                                                                   | 250.000  |
| Insgesamt          | 1× Gold ·                                                              | 250.000  |

### Do They Know It’s Christmas?(Band Aid 20)
| Land/Region                  | Auszeichnungen für Musikverkäufe (Land/Region, Auszeichnung, Verkäufe) | Verkäufe  |
| ---------------------------- | ---------------------------------------------------------------------- | --------- |
| Vereinigtes Königreich (BPI) | 2× Platin                                                              | 1.200.000 |
| Insgesamt                    | 2× Platin ·                                                            | 1.200.000 |

### FourFiveSeconds
| Land/Region                  | Auszeichnungen für Musikverkäufe (Land/Region, Auszeichnung, Verkäufe) | Verkäufe  |
| ---------------------------- | ---------------------------------------------------------------------- | --------- |
| Australien (ARIA)            | 7× Platin                                                              | 490.000   |
| Belgien (BRMA)               | Platin                                                                 | 30.000    |
| Brasilien (PMB)              | 3× Platin                                                              | 180.000   |
| Dänemark (IFPI)              | 3× Platin                                                              | 270.000   |
| Deutschland (BVMI)           | 3× Gold                                                                | 600.000   |
| Frankreich (SNEP)            | Gold                                                                   | 75.000    |
| Italien (FIMI)               | 3× Platin                                                              | 150.000   |
| Kanada (MC)                  | —                                                                      | 310.000   |
| Neuseeland (RMNZ)            | 6× Platin                                                              | 180.000   |
| Österreich (IFPI)            | Gold                                                                   | 15.000    |
| Polen (ZPAV)                 | 3× Platin                                                              | 60.000    |
| Schweden (IFPI)              | 4× Platin                                                              | 160.000   |
| Schweiz (IFPI)               | Platin                                                                 | 30.000    |
| Spanien (Promusicae)         | Platin                                                                 | 40.000    |
| Vereinigte Staaten (RIAA)    | 5× Platin                                                              | 5.000.000 |
| Vereinigtes Königreich (BPI) | 3× Platin                                                              | 1.800.000 |
| Insgesamt                    | 3× Gold · 41× Platin ·                                                 | 9.390.000 |

### All Day
| Land/Region                  | Auszeichnungen für Musikverkäufe (Land/Region, Auszeichnung, Verkäufe) | Verkäufe  |
| ---------------------------- | ---------------------------------------------------------------------- | --------- |
| Vereinigte Staaten (RIAA)    | Platin                                                                 | 1.000.000 |
| Vereinigtes Königreich (BPI) | Silber                                                                 | 200.000   |
| Insgesamt                    | 1× Silber · 1× Platin ·                                                | 1.200.000 |

### Love Song to the Earth
| Land/Region               | Auszeichnungen für Musikverkäufe (Land/Region, Auszeichnung, Verkäufe) | Verkäufe |
| ------------------------- | ---------------------------------------------------------------------- | -------- |
| Vereinigte Staaten (RIAA) | —                                                                      | 11.000   |
| Insgesamt                 | —                                                                      | 11.000   |

### Say Say Say(mit Kygo)
| Land/Region       | Auszeichnungen für Musikverkäufe (Land/Region, Auszeichnung, Verkäufe) | Verkäufe |
| ----------------- | ---------------------------------------------------------------------- | -------- |
| Frankreich (SNEP) | Gold                                                                   | 100.000  |
| Insgesamt         | 1× Gold ·                                                              | 100.000  |

## Auszeichnungen nach Autorenbeteiligungen

### Love Me Do(The Beatles)
| Land/Region                  | Auszeichnungen für Musikverkäufe (Land/Region, Auszeichnung, Verkäufe) | Verkäufe  |
| ---------------------------- | ---------------------------------------------------------------------- | --------- |
| Vereinigte Staaten (RIAA)    | Platin                                                                 | 1.000.000 |
| Vereinigtes Königreich (BPI) | Silber                                                                 | 200.000   |
| Insgesamt                    | 1× Silber · 1× Platin ·                                                | 1.200.000 |

### I Want to Hold Your Hand(The Beatles)
| Land/Region                  | Auszeichnungen für Musikverkäufe (Land/Region, Auszeichnung, Verkäufe) | Verkäufe  |
| ---------------------------- | ---------------------------------------------------------------------- | --------- |
| Vereinigte Staaten (RIAA)    | Gold                                                                   | 1.000.000 |
| Vereinigtes Königreich (BPI) | Gold                                                                   | 400.000   |
| Insgesamt                    | 2× Gold ·                                                              | 1.400.000 |

### Please Please Me(The Beatles)
| Land/Region               | Auszeichnungen für Musikverkäufe (Land/Region, Auszeichnung, Verkäufe) | Verkäufe  |
| ------------------------- | ---------------------------------------------------------------------- | --------- |
| Vereinigte Staaten (RIAA) | Platin                                                                 | 1.000.000 |
| Insgesamt                 | 1× Platin ·                                                            | 1.000.000 |

### Twist and Shout(The Beatles)
| Land/Region                  | Auszeichnungen für Musikverkäufe (Land/Region, Auszeichnung, Verkäufe) | Verkäufe  |
| ---------------------------- | ---------------------------------------------------------------------- | --------- |
| Italien (FIMI)               | Gold                                                                   | 25.000    |
| Vereinigte Staaten (RIAA)    | Platin                                                                 | 1.000.000 |
| Vereinigtes Königreich (BPI) | Platin                                                                 | 600.000   |
| Insgesamt                    | 1× Gold · 2× Platin ·                                                  | 1.625.000 |

### Can’t Buy Me Love(The Beatles)
| Land/Region                  | Auszeichnungen für Musikverkäufe (Land/Region, Auszeichnung, Verkäufe) | Verkäufe  |
| ---------------------------- | ---------------------------------------------------------------------- | --------- |
| Vereinigte Staaten (RIAA)    | Gold                                                                   | 1.000.000 |
| Vereinigtes Königreich (BPI) | Silber                                                                 | 200.000   |
| Insgesamt                    | 1× Silber · 1× Gold ·                                                  | 1.200.000 |

### Do You Want to Know a Secret(The Beatles)
| Land/Region               | Auszeichnungen für Musikverkäufe (Land/Region, Auszeichnung, Verkäufe) | Verkäufe |
| ------------------------- | ---------------------------------------------------------------------- | -------- |
| Vereinigte Staaten (RIAA) | Gold                                                                   | 500.000  |
| Insgesamt                 | 1× Gold ·                                                              | 500.000  |

### A Hard Day’s Night(The Beatles)
| Land/Region                  | Auszeichnungen für Musikverkäufe (Land/Region, Auszeichnung, Verkäufe) | Verkäufe  |
| ---------------------------- | ---------------------------------------------------------------------- | --------- |
| Vereinigte Staaten (RIAA)    | Gold                                                                   | 1.000.000 |
| Vereinigtes Königreich (BPI) | Silber                                                                 | 200.000   |
| Insgesamt                    | 1× Silber · 1× Gold ·                                                  | 1.200.000 |

### I Feel Fine(The Beatles)
| Land/Region               | Auszeichnungen für Musikverkäufe (Land/Region, Auszeichnung, Verkäufe) | Verkäufe  |
| ------------------------- | ---------------------------------------------------------------------- | --------- |
| Vereinigte Staaten (RIAA) | Gold                                                                   | 1.000.000 |
| Insgesamt                 | 1× Gold ·                                                              | 1.000.000 |

### Eight Days a Week(The Beatles)
| Land/Region                  | Auszeichnungen für Musikverkäufe (Land/Region, Auszeichnung, Verkäufe) | Verkäufe  |
| ---------------------------- | ---------------------------------------------------------------------- | --------- |
| Vereinigte Staaten (RIAA)    | Gold                                                                   | 1.000.000 |
| Vereinigtes Königreich (BPI) | Silber                                                                 | 200.000   |
| Insgesamt                    | 1× Silber · 1× Gold ·                                                  | 1.200.000 |

### Help!(The Beatles)
| Land/Region                  | Auszeichnungen für Musikverkäufe (Land/Region, Auszeichnung, Verkäufe) | Verkäufe  |
| ---------------------------- | ---------------------------------------------------------------------- | --------- |
| Vereinigte Staaten (RIAA)    | Gold                                                                   | 1.000.000 |
| Vereinigtes Königreich (BPI) | Gold                                                                   | 400.000   |
| Insgesamt                    | 2× Gold ·                                                              | 1.400.000 |

### Yesterday(The Beatles)
| Land/Region                  | Auszeichnungen für Musikverkäufe (Land/Region, Auszeichnung, Verkäufe) | Verkäufe  |
| ---------------------------- | ---------------------------------------------------------------------- | --------- |
| Dänemark (IFPI)              | Gold                                                                   | 45.000    |
| Italien (FIMI)               | Gold                                                                   | 25.000    |
| Portugal (AFP)               | Gold                                                                   | 5.000     |
| Vereinigte Staaten (RIAA)    | Gold                                                                   | 1.000.000 |
| Vereinigtes Königreich (BPI) | Platin                                                                 | 600.000   |
| Insgesamt                    | 4× Gold · 1× Platin ·                                                  | 1.675.000 |

### We Can Work It Out(The Beatles)
| Land/Region               | Auszeichnungen für Musikverkäufe (Land/Region, Auszeichnung, Verkäufe) | Verkäufe  |
| ------------------------- | ---------------------------------------------------------------------- | --------- |
| Vereinigte Staaten (RIAA) | Gold                                                                   | 1.000.000 |
| Insgesamt                 | 1× Gold ·                                                              | 1.000.000 |

### In My Life(The Beatles)
| Land/Region                  | Auszeichnungen für Musikverkäufe (Land/Region, Auszeichnung, Verkäufe) | Verkäufe |
| ---------------------------- | ---------------------------------------------------------------------- | -------- |
| Vereinigtes Königreich (BPI) | Platin                                                                 | 600.000  |
| Insgesamt                    | 1× Platin ·                                                            | 600.000  |

### Nowhere Man(The Beatles)
| Land/Region               | Auszeichnungen für Musikverkäufe (Land/Region, Auszeichnung, Verkäufe) | Verkäufe  |
| ------------------------- | ---------------------------------------------------------------------- | --------- |
| Vereinigte Staaten (RIAA) | Gold                                                                   | 1.000.000 |
| Insgesamt                 | 1× Gold ·                                                              | 1.000.000 |

### Paperback Writer(The Beatles)
| Land/Region               | Auszeichnungen für Musikverkäufe (Land/Region, Auszeichnung, Verkäufe) | Verkäufe  |
| ------------------------- | ---------------------------------------------------------------------- | --------- |
| Vereinigte Staaten (RIAA) | Gold                                                                   | 1.000.000 |
| Insgesamt                 | 1× Gold ·                                                              | 1.000.000 |

### Yellow Submarine(The Beatles)
| Land/Region                  | Auszeichnungen für Musikverkäufe (Land/Region, Auszeichnung, Verkäufe) | Verkäufe  |
| ---------------------------- | ---------------------------------------------------------------------- | --------- |
| Vereinigte Staaten (RIAA)    | Gold                                                                   | 1.000.000 |
| Vereinigtes Königreich (BPI) | Silber                                                                 | 200.000   |
| Insgesamt                    | 1× Silber · 1× Gold ·                                                  | 1.200.000 |

### Penny Lane(The Beatles)
| Land/Region                  | Auszeichnungen für Musikverkäufe (Land/Region, Auszeichnung, Verkäufe) | Verkäufe  |
| ---------------------------- | ---------------------------------------------------------------------- | --------- |
| Vereinigte Staaten (RIAA)    | Gold                                                                   | 1.000.000 |
| Vereinigtes Königreich (BPI) | Silber                                                                 | 200.000   |
| Insgesamt                    | 1× Silber · 1× Gold ·                                                  | 1.200.000 |

### All You Need Is Love(The Beatles)
| Land/Region                  | Auszeichnungen für Musikverkäufe (Land/Region, Auszeichnung, Verkäufe) | Verkäufe  |
| ---------------------------- | ---------------------------------------------------------------------- | --------- |
| Vereinigte Staaten (RIAA)    | Gold                                                                   | 1.000.000 |
| Vereinigtes Königreich (BPI) | Silber                                                                 | 200.000   |
| Insgesamt                    | 1× Silber · 1× Gold ·                                                  | 1.200.000 |

### Hello, Goodbye(The Beatles)
| Land/Region               | Auszeichnungen für Musikverkäufe (Land/Region, Auszeichnung, Verkäufe) | Verkäufe  |
| ------------------------- | ---------------------------------------------------------------------- | --------- |
| Vereinigte Staaten (RIAA) | Gold                                                                   | 1.000.000 |
| Insgesamt                 | 1× Gold ·                                                              | 1.000.000 |

### Lady Madonna(The Beatles)
| Land/Region               | Auszeichnungen für Musikverkäufe (Land/Region, Auszeichnung, Verkäufe) | Verkäufe  |
| ------------------------- | ---------------------------------------------------------------------- | --------- |
| Vereinigte Staaten (RIAA) | Platin                                                                 | 1.000.000 |
| Insgesamt                 | 1× Platin ·                                                            | 1.000.000 |

### Hey Jude(The Beatles)
| Land/Region                  | Auszeichnungen für Musikverkäufe (Land/Region, Auszeichnung, Verkäufe) | Verkäufe  |
| ---------------------------- | ---------------------------------------------------------------------- | --------- |
| Italien (FIMI)               | Gold                                                                   | 25.000    |
| Vereinigte Staaten (RIAA)    | 4× Platin                                                              | 4.000.000 |
| Vereinigtes Königreich (BPI) | Platin                                                                 | 600.000   |
| Insgesamt                    | 1× Gold · 5× Platin ·                                                  | 4.625.000 |

### Get Back(The Beatles)
| Land/Region                  | Auszeichnungen für Musikverkäufe (Land/Region, Auszeichnung, Verkäufe) | Verkäufe  |
| ---------------------------- | ---------------------------------------------------------------------- | --------- |
| Vereinigte Staaten (RIAA)    | 2× Platin                                                              | 2.000.000 |
| Vereinigtes Königreich (BPI) | Silber                                                                 | 200.000   |
| Insgesamt                    | 1× Silber · 2× Platin ·                                                | 2.200.000 |

### The Ballad of John and Yoko(The Beatles)
| Land/Region               | Auszeichnungen für Musikverkäufe (Land/Region, Auszeichnung, Verkäufe) | Verkäufe  |
| ------------------------- | ---------------------------------------------------------------------- | --------- |
| Vereinigte Staaten (RIAA) | Gold                                                                   | 1.000.000 |
| Insgesamt                 | 1× Gold ·                                                              | 1.000.000 |

### Come Together(The Beatles)
| Land/Region                  | Auszeichnungen für Musikverkäufe (Land/Region, Auszeichnung, Verkäufe) | Verkäufe |
| ---------------------------- | ---------------------------------------------------------------------- | -------- |
| Italien (FIMI)               | Platin                                                                 | 70.000   |
| Vereinigtes Königreich (BPI) | Platin                                                                 | 600.000  |
| Insgesamt                    | 2× Platin ·                                                            | 670.000  |

### Let It Be(The Beatles)
| Land/Region                  | Auszeichnungen für Musikverkäufe (Land/Region, Auszeichnung, Verkäufe) | Verkäufe  |
| ---------------------------- | ---------------------------------------------------------------------- | --------- |
| Dänemark (IFPI)              | Gold                                                                   | 45.000    |
| Deutschland (BVMI)           | Gold                                                                   | 250.000   |
| Frankreich (SNEP)            | Gold                                                                   | 100.000   |
| Italien (FIMI)               | Platin                                                                 | 70.000    |
| Vereinigte Staaten (RIAA)    | 2× Platin                                                              | 2.000.000 |
| Vereinigtes Königreich (BPI) | Platin                                                                 | 600.000   |
| Insgesamt                    | 3× Gold · 4× Platin ·                                                  | 3.065.000 |

### The Long and Winding Road(The Beatles)
| Land/Region                  | Auszeichnungen für Musikverkäufe (Land/Region, Auszeichnung, Verkäufe) | Verkäufe  |
| ---------------------------- | ---------------------------------------------------------------------- | --------- |
| Vereinigte Staaten (RIAA)    | Platin                                                                 | 1.000.000 |
| Vereinigtes Königreich (BPI) | Silber                                                                 | 200.000   |
| Insgesamt                    | 1× Silber · 1× Platin ·                                                | 1.200.000 |

### Got to Get You into My Life(The Beatles)
| Land/Region               | Auszeichnungen für Musikverkäufe (Land/Region, Auszeichnung, Verkäufe) | Verkäufe |
| ------------------------- | ---------------------------------------------------------------------- | -------- |
| Vereinigte Staaten (RIAA) | Gold                                                                   | 500.000  |
| Insgesamt                 | 1× Gold ·                                                              | 500.000  |

### Let It Be(Ferry Aid)
| Land/Region                  | Auszeichnungen für Musikverkäufe (Land/Region, Auszeichnung, Verkäufe) | Verkäufe |
| ---------------------------- | ---------------------------------------------------------------------- | -------- |
| Vereinigtes Königreich (BPI) | Gold                                                                   | 400.000  |
| Insgesamt                    | 1× Gold ·                                                              | 400.000  |

### Free as a Bird(The Beatles)
| Land/Region                  | Auszeichnungen für Musikverkäufe (Land/Region, Auszeichnung, Verkäufe) | Verkäufe |
| ---------------------------- | ---------------------------------------------------------------------- | -------- |
| Vereinigte Staaten (RIAA)    | Gold                                                                   | 500.000  |
| Vereinigtes Königreich (BPI) | Silber                                                                 | 200.000  |
| Insgesamt                    | 1× Silber · 1× Gold ·                                                  | 700.000  |

### Real Love(The Beatles)
| Land/Region               | Auszeichnungen für Musikverkäufe (Land/Region, Auszeichnung, Verkäufe) | Verkäufe |
| ------------------------- | ---------------------------------------------------------------------- | -------- |
| Vereinigte Staaten (RIAA) | Gold                                                                   | 500.000  |
| Insgesamt                 | 1× Gold ·                                                              | 500.000  |

### Blackbird(The Beatles)
| Land/Region                  | Auszeichnungen für Musikverkäufe (Land/Region, Auszeichnung, Verkäufe) | Verkäufe |
| ---------------------------- | ---------------------------------------------------------------------- | -------- |
| Dänemark (IFPI)              | Gold                                                                   | 45.000   |
| Vereinigtes Königreich (BPI) | Silber                                                                 | 200.000  |
| Insgesamt                    | 1× Silber · 1× Gold ·                                                  | 245.000  |

## Auszeichnungen nach Videoalben

### Put It There
| Land/Region               | Auszeichnungen für Musikverkäufe (Land/Region, Auszeichnung, Verkäufe) | Verkäufe |
| ------------------------- | ---------------------------------------------------------------------- | -------- |
| Vereinigte Staaten (RIAA) | Gold                                                                   | 50.000   |
| Insgesamt                 | 1× Gold ·                                                              | 50.000   |

### Paul Is Live
| Land/Region               | Auszeichnungen für Musikverkäufe (Land/Region, Auszeichnung, Verkäufe) | Verkäufe |
| ------------------------- | ---------------------------------------------------------------------- | -------- |
| Vereinigte Staaten (RIAA) | Gold                                                                   | 50.000   |
| Insgesamt                 | 1× Gold ·                                                              | 50.000   |

### Live at the Cavern Club
| Land/Region       | Auszeichnungen für Musikverkäufe (Land/Region, Auszeichnung, Verkäufe) | Verkäufe |
| ----------------- | ---------------------------------------------------------------------- | -------- |
| Australien (ARIA) | Gold                                                                   | 7.500    |
| Insgesamt         | 1× Gold ·                                                              | 7.500    |

### Wingspan: Hits and History
| Land/Region               | Auszeichnungen für Musikverkäufe (Land/Region, Auszeichnung, Verkäufe) | Verkäufe |
| ------------------------- | ---------------------------------------------------------------------- | -------- |
| Vereinigte Staaten (RIAA) | Gold                                                                   | 50.000   |
| Insgesamt                 | 1× Gold ·                                                              | 50.000   |

### Back in the U.S.
| Land/Region                  | Auszeichnungen für Musikverkäufe (Land/Region, Auszeichnung, Verkäufe) | Verkäufe |
| ---------------------------- | ---------------------------------------------------------------------- | -------- |
| Argentinien (CAPIF)          | Platin                                                                 | 8.000    |
| Dänemark (IFPI)              | Gold                                                                   | 25.000   |
| Deutschland (BVMI)           | Gold                                                                   | 25.000   |
| Kanada (MC)                  | 4× Platin                                                              | 40.000   |
| Mexiko (AMPROFON)            | Gold                                                                   | 10.000   |
| Vereinigte Staaten (RIAA)    | 3× Platin                                                              | 300.000  |
| Vereinigtes Königreich (BPI) | Gold                                                                   | 25.000   |
| Insgesamt                    | 4× Gold · 8× Platin ·                                                  | 458.000  |

### Paul McCartney in Red Square
| Land/Region               | Auszeichnungen für Musikverkäufe (Land/Region, Auszeichnung, Verkäufe) | Verkäufe |
| ------------------------- | ---------------------------------------------------------------------- | -------- |
| Argentinien (CAPIF)       | Platin                                                                 | 8.000    |
| Australien (ARIA)         | 2× Platin                                                              | 30.000   |
| Kanada (MC)               | 2× Platin                                                              | 20.000   |
| Vereinigte Staaten (RIAA) | Platin                                                                 | 100.000  |
| Insgesamt                 | 6× Platin ·                                                            | 158.000  |

### The Space Within US
| Land/Region               | Auszeichnungen für Musikverkäufe (Land/Region, Auszeichnung, Verkäufe) | Verkäufe |
| ------------------------- | ---------------------------------------------------------------------- | -------- |
| Argentinien (CAPIF)       | Platin                                                                 | 8.000    |
| Australien (ARIA)         | Gold                                                                   | 7.500    |
| Kanada (MC)               | 2× Platin                                                              | 20.000   |
| Vereinigte Staaten (RIAA) | Platin                                                                 | 100.000  |
| Insgesamt                 | 1× Gold · 4× Platin ·                                                  | 135.500  |

### The McCartney Years
| Land/Region               | Auszeichnungen für Musikverkäufe (Land/Region, Auszeichnung, Verkäufe) | Verkäufe |
| ------------------------- | ---------------------------------------------------------------------- | -------- |
| Vereinigte Staaten (RIAA) | 2× Platin                                                              | 200.000  |
| Insgesamt                 | 2× Platin ·                                                            | 200.000  |

## Statistik und Quellen
| Land/RegionAuszeichnungen für Musikverkäufe (Land/Region, Auszeichnungen, Verkäufe, Quellen) | Silber       | Gold         | Platin         | Verkäufe    | Quellen |
| -------------------------------------------------------------------------------------------- | ------------ | ------------ | -------------- | ----------- | --- |
| Argentinien (CAPIF)                                                                          | —            | Gold1        | 3× Platin3     | 54.000      | capif.org.ar (Memento vom 31. Mai 2011 im Internet Archive) AR2 (Memento vom 6. Juli 2011 im Internet Archive) |
| Australien (ARIA)                                                                            | —            | 5× Gold5     | 13× Platin13   | 880.000     | aria.com.au |
| Belgien (BRMA)                                                                               | —            | Gold1        | Platin1        | 130.000     | ultratop.be |
| Brasilien (PMB)                                                                              | —            | —            | 3× Platin3     | 180.000     | pro-musicabr.org.br                                                                                            |
| Dänemark (IFPI)                                                                              | —            | 6× Gold6     | 4× Platin4     | 560.000     | ifpi.dk |
| Deutschland (BVMI)                                                                           | —            | 7× Gold7     | 3× Platin3     | 2.975.000   | musikindustrie.de                                                                                              |
| Europa (IFPI)                                                                                | —            | —            | Platin1        | (1.000.000) | Einzelnachweise                                                                                                |
| Frankreich (SNEP)                                                                            | —            | 13× Gold13   | —              | 1.625.000   | infodisc.fr snepmusique.com                                                                                    |
| Hongkong (IFPI/HKRIA)                                                                        | —            | Gold1        | —              | 10.000      | ifpihk.org |
| Italien (FIMI)                                                                               | —            | 3× Gold3     | 5× Platin5     | 365.000     | fimi.it |
| Japan (RIAJ)                                                                                 | —            | 5× Gold5     | —              | 500.000     | riaj.or.jp |
| Kanada (MC)                                                                                  | —            | 10× Gold10   | 21× Platin21   | 2.080.000   | musiccanada.com                                                                                                |
| Mexiko (AMPROFON)                                                                            | —            | 2× Gold2     | Platin1        | 290.000     | amprofon.com.mx                                                                                                |
| Neuseeland (RMNZ)                                                                            | —            | 3× Gold3     | 17× Platin17   | 432.500     | aotearoamusiccharts.co.nz NZ2                                                                                  |
| Niederlande (NVPI)                                                                           | —            | —            | Platin1        | 100.000     | nvpi.nl |
| Norwegen (IFPI)                                                                              | —            | Gold1        | —              | 25.000      | ifpi.no (Memento vom 5. November 2012 im Internet Archive)                                                     |
| Österreich (IFPI)                                                                            | —            | 3× Gold3     | —              | 65.000      | ifpi.at |
| Polen (ZPAV)                                                                                 | —            | Gold1        | 3× Platin3     | 70.000      | olis.pl |
| Portugal (AFP)                                                                               | —            | 2× Gold2     | —              | 10.000      | Einzelnachweise                                                                                                |
| Russland (NFPF)                                                                              | —            | Gold1        | Platin1        | 30.000      | 2m-online.ru                                                                                                   |
| Schweden (IFPI)                                                                              | —            | Gold1        | 4× Platin4     | 210.000     | sverigetopplistan.se                                                                                           |
| Schweiz (IFPI)                                                                               | —            | 2× Gold2     | Platin1        | 80.000      | hitparade.ch                                                                                                   |
| Spanien (Promusicae)                                                                         | —            | 4× Gold4     | 5× Platin5     | 640.000     | elportaldemusica.es ES2 ES3                                                                                    |
| Vereinigte Staaten (RIAA)                                                                    | —            | 45× Gold45   | 49× Platin49   | 74.368.000  | riaa.com |
| Vereinigtes Königreich (BPI)                                                                 | 23× Silber23 | 23× Gold23   | 25× Platin25   | 22.815.000  | bpi.co.uk |
| Insgesamt                                                                                    | 23× Silber23 | 140× Gold140 | 161× Platin161 |             | |